# Strofa dwunastowersowa
Strofa dwunastowersowa – strofa składająca się z dwunastu wersów, połączonych różnymi układami rymów. W poezji europejskiej występuje bardzo rzadko w porównaniu ze strofami o długości do dziesięciu linijek. Ze strof dwunastowersowych składa się średniowieczny angielski poemat alegoryczny Perła. O konstrukcji tego aliteracyjnego utworu pisał między innymi D.J. Williams. Algernon Charles Swinburne ze strof dwunastowersowych zbudował podwojoną sestynę The Complaint of Lisa. W poezji polskiej strofę dwunastowersową wykorzystał Leonard Sowiński w wierszu Widmo Ruiny. Strofą dwunastowersową posłużył się też w poemacie Imago mundi Wojciech Wencel. W literaturze czeskiej strofa dwunastowersowa pojawia się na przykład u Svatopluka Čecha w Pieśniach niewolnika.

Vidím snahy roztříštěné,
slyším hesel pustou směs,
duchů proud se různo žene,
smetá dnes, co včera vznes’,
každý hlásá nové zvěsti,
každý jiné dráhy klestí,
každým jitrem nový vůdce
vstává s rušnou družinou –
kéž by raděj’ všechny ruce
v houšť se shlukly družně spjatou
za velikou, za všem svatou,
za myšlénku jedinou!